# Víctor Estrella
Pour les articles homonymes, voir Estrella.
Víctor Estrella Burgos, né le 2 août 1980 à Santiago de los Caballeros, est un joueur de tennis professionnel dominicain de 2002 à 2019.
Meilleur joueur de l'histoire de son pays, il est le premier à avoir intégré le top 100 et à participer au tournoi de Wimbledon et à l'US Open. Depuis 1998, il est membre de l'équipe de République dominicaine de Coupe Davis, dont il est le joueur le plus capé.
Il a remporté pas moins de 26 tournois sur le circuit Futures dont 21 en simple, ainsi que 11 tournois Challenger dont 7 en simple.
C'est seulement en 2015, à 34 ans, qu'il joue et remporte sa première finale en simple sur le circuit ATP à Quito. Il réalise un triplé historique en s'imposant de nouveau en 2016 et 2017.

## Biographie
Il a commencé à jouer au tennis à l'âge de neuf ans. Son père s'appelle Elgio Felix et sa mère Ana. Il a trois frères, dont Henry qui a joué pour la Coupe Davis. Son entraîneur de longue date Sixto Camacho le repère alors qu'il est ramasseur de balles au club Centro Espanol à Santiago de los Caballeros.
Sa surface favorite est la terre battue. Ses points forts sont son coup droit et son service.

## Carrière

### Débuts
D'origine modeste, Víctor Estrella se lance sur le circuit professionnel fin 2002 mais arrête rapidement faute de moyens. Il travaille plusieurs années en tant que professeur de tennis dans sa ville natale. En 2006, son ami d'enfance Sixto Camacho le contacte car il a besoin d'un sparring-partner pour l'équipe de Puerto Rico de Fed Cup. Estrella rejoint ainsi à la Performance Tennis Academy à Weston en Floride. Le propriétaire de l'académie ayant remarqué son potentiel l'incite à reprendre sa carrière. Il retente sa chance sur le circuit dans des tournois Futures en mai 2006 et atteint la finale de son premier tournoi, à Vero Beach, qu'il perd face à Ryan Sweeting. Deux mois plus tard, il remporte son premier titre après être sorti des qualifications à Buffalo, puis il enchaîne avec une seconde victoire en Pennsylvanie. Il s'ensuit alors une progression régulière dans les tournois Future puis sur le circuit Challenger à partir de 2008. Cette année-là, il se qualifie pour son premier tournoi Challenger à Miami et bat la tête de série n°1 Marcos Daniel au premier tour. Il atteint également le premier tour du tournoi de Cincinnati après avoir éliminé Rohan Bopanna et Paul Capdeville en qualifications. Il est battu par Fernando Verdasco (6-3, 7-5). Il participe ensuite à son premier tournoi du Grand Chelem à l'US Open, une première pour un joueur de tennis dominicain, où il bat Xavier Malisse (6-4, 6-2) avant de s'incliner contre Jan Minář (3-6, 6-2, 6-2).
Il remporte son premier titre en Challenger en 2011 à Medellin en battant Alejandro Falla, 82e mondial. En 2012, il se blesse au coude droit lors d'une rencontre de Coupe Davis face au Mexique puis il est contraint à l'abandon lors du Challenger de Quito. Cette blessure l'écarte des courts pendant six mois. En 2013, accède au second tour du tournoi de Bogota où il s'incline contre Adrian Mannarino.

### Révélation
À plus de 33 ans, il signe ses meilleurs résultats lors de la saison 2014. Il accède en effet pour la première fois au top 100 le 3 mars, ce qui lui permet d'intégrer pour le tableau final du tournoi de Roland-Garros, où il perd dès le premier tour contre Jerzy Janowicz. Il est alors le premier Dominicain à participer au tournoi depuis Manuel Morales en 1956. Il s'incline aussi au premier tour à Wimbledon contre Jiří Veselý. Il réalise une meilleure performance à Bogota où il élimine Richard Gasquet, 14e à l'ATP (6-3, 6-4),, puis s'incline en demi-finale face à Bernard Tomic au terme d'un match très serré (7-62, 6-75, 7-65). Lors de l'US Open, il passe pour la première fois le premier tour en Grand Chelem en battant Igor Sijsling puis il enchaîne en éliminant Borna Ćorić, avant de s'incliner face à Milos Raonic sans démériter (7-65, 7-65, 7-63). Il rafle un nouveau titre en septembre à Pereira où il bat João Souza au terme d'un combat de 3 h 17. Il s'agit de la plus longue finale d'un tournoi Challenger de l'année. Il se qualifie en fin d'année pour l'ATP Challenger Tour Finals où il s'incline en demi-finale face au local Guilherme Clezar au terme d'un match très accroché de 3 h 11 (7-64, 6-7, 7-612).
En 2015, il remporte le premier tournoi ATP de sa carrière à Quito en battant trois têtes de série : Martin Kližan, (6-2, 6-2), Thomaz Bellucci (7-65, 7-5) et la tête de série no 1, Feliciano López en finale (6-2, 65-7, 7-65). À plus de 34 ans, il devient le plus vieux vainqueur d'un premier tournoi ATP. Il atteint également la finale du double avec João Souza. Fin février, il gagne son 6e Challenger à Cuernavaca contre Damir Džumhur, ce qui lui permet d'entrer dans le top 50. Il signe ensuite des victoires de prestige sur Dominic Thiem et Marin Čilić à Barcelone puis atteint les quarts de finale à Munich. En septembre, il joue une rencontre historique de Coupe Davis en barrage du Groupe mondial contre l'Allemagne à domicile. Il fait honneur à son pays en écartant Dustin Brown le premier jour avant de céder face à Philipp Kohlschreiber.

### Dernières saisons
De retour à Quito en 2016, il réalise l'exploit de remporter pour la seconde fois le tournoi à la surprise générale en battant Thomaz Bellucci en finale (4-6, 7-65, 6-2). En avril, il dispute la finale en double du tournoi de Houston où il s'incline de peu contre les frères Bryan. La suite de sa saison est plus délicate, il accède en revanche au second tour à Roland-Garros et le troisième tour à US Open en double. Il représente également son pays aux Jeux olympiques de Rio.
L'année suivante, il signe une troisième fois le même exploit en s'adjugeant à nouveau le tournoi de Quito, en battant notamment Ivo Karlović au 2e tour (6-77, 7-65, 7-68) et Paolo Lorenzi en finale (6-72, 7-5, 7-66). Il est ensuite huitième de finaliste à Rio puis atteint les demi-finales du tournoi Challenger de Panama. Sur le circuit ATP, il ne gagne qu'un seul match contre Teimuraz Gabachvili à Roland-Garros (6-79, 2-6, 7-63, 6-3, 6-2). Il fait un retour remarqué du côté de Saint-Domingue où il s'impose à domicile contre Damir Džumhur, remportant ainsi son 7e Challenger et revenant dans le top 100. L'année suivante, il ne parvient pas à défendre son titre à Quito en s'inclinant au second tour et chute au classement. Il échoue aux portes du tableau principal de l'US Open puis décide de stopper sa saison début octobre. Il décide de prendre sa retraite en 2019 à 39 ans après le tournoi de Saint-Domingue.

## Palmarès

### Titres en simple messieurs
| No | Date       | Nom et lieu du tournoi | Catégorie | Dotation  | Surface      | Finaliste       | Score           |          |
| -- | ---------- | ---------------------- | --------- | --------- | ------------ | --------------- | --------------- | -------- |
| 1  | 02-02-2015 | Ecuador Open, Quito    | ATP 250   | 439 405 $ | Terre (ext.) | Feliciano López | 6-2, 65-7, 7-65 | Parcours |
| 2  | 01-02-2016 | Ecuador Open, Quito    | ATP 250   | 463 520 $ | Terre (ext.) | Thomaz Bellucci | 4-6, 7-65, 6-2  | Parcours |
| 3  | 06-02-2017 | Ecuador Open, Quito    | ATP 250   | 482 060 $ | Terre (ext.) | Paolo Lorenzi   | 62-7, 7-5, 7-66 | Parcours |

### Finales en double messieurs
| No | Date       | Nom et lieu du tournoi                                  | Catégorie | Dotation  | Surface      | Vainqueurs                         | Partenaire        | Score            |          |
| -- | ---------- | ------------------------------------------------------- | --------- | --------- | ------------ | ---------------------------------- | ----------------- | ---------------- | -------- |
| 1  | 02-02-2015 | Ecuador Open Quito                                      | ATP 250   | 439 405 $ | Terre (ext.) | Gero Kretschmer Alexander Satschko | João Souza        | 7-5, 7-63        | Parcours |
| 2  | 04-04-2016 | Fayez Sarofim & Co. US Men's Clay Court Champ's Houston | ATP 250   | 515 025 $ | Terre (ext.) | Bob Bryan Mike Bryan               | Santiago González | 4-6, 6-3, [10-8] | Parcours |

## Palmarès dans les tournoisChallenger

### Simple (7/11)
| Résultat  | Date (finale)     | Tournoi                      | Dotation     | Adversaire en finale | Score           |
| --------- | ----------------- | ---------------------------- | ------------ | -------------------- | --------------- |
| Victoire  | Novembre 2011     | Challenger de Medellín       | 50 000 $     | Alejandro Falla      | 6-72, 6-4, 6-4  |
| Victoire  | 22 septembre 2013 | Challenger de Quito          | 35 000 $ +H  | Marco Trungelliti    | 2-6, 6-4, 6-4   |
| Victoire  | 10 novembre 2013  | Challenger de Bogota         | 125 000 $ +H | Thomaz Bellucci      | 6-2, 3-0 ab.    |
| Finaliste | 23 février 2014   | Challenger de Morelos        | 75 000 $ +H  | Gerald Melzer        | 6-1, 6-4        |
| Victoire  | 2 mars 2014       | Challenger de Salinas        | 40 000 $ +H  | Andrea Collarini     | 6-3, 6-4        |
| Victoire  | 28 septembre 2014 | Challenger de Pereira        | 40 000 $ +H  | João Souza           | 7-65, 3-6, 7-66 |
| Finaliste | 5 octobre 2014    | Challenger de Cali           | 40 000 $ +H  | Paolo Lorenzi        | 4-6, 6-3, 6-3   |
| Victoire  | 22 février 2015   | Challenger de Cuernavaca     | 75 000 $ +H  | Damir Džumhur        | 7-5, 6-4        |
| Finaliste | 1er novembre 2015 | Challenger de Monterrey      | 100 000 $ +H | Thiemo de Bakker     | 7-61, 4-6, 6-3  |
| Finaliste | 10 juillet 2016   | Challenger de Cali           | 50 000 $ +H  | Darian King          | 5-7, 6-4, 7-5   |
| Victoire  | 14 août 2017      | Challenger de Saint-Domingue | 125 000 $    | Damir Džumhur        | 7-64, 6-4       |

## Parcours dans les tournois duGrand Chelem

### En simple
| Année | Open d'Australie | Open d'Australie | Internationaux de France | Internationaux de France | Wimbledon       | Wimbledon      | US Open         | US Open      |
| ----- | ---------------- | ---------------- | ------------------------ | ------------------------ | --------------- | -------------- | --------------- | ------------ |
| 2014  | —                | —                | 1er tour (1/64)          | Jerzy Janowicz           | 1er tour (1/64) | Jiří Veselý    | 3e tour (1/16)  | Milos Raonic |
| 2015  | 1er tour (1/64)  | Jürgen Melzer    | 1er tour (1/64)          | P. Carreño-Busta         | 2e tour (1/32)  | S. Wawrinka    | 1er tour (1/64) | Jack Sock    |
| 2016  | 1er tour (1/64)  | Daniel Brands    | 2e tour (1/32)           | Feliciano López          | 1er tour (1/64) | M. Granollers  | 1er tour (1/64) | João Sousa   |
| 2017  | 2e tour (1/32)   | Bernard Tomic    | 2e tour (1/32)           | Richard Gasquet          | 1er tour (1/64) | Ernests Gulbis | —               | —            |
| 2018  | 1er tour (1/64)  | Rafael Nadal     | —                        | —                        | —               | —              | —               | —            |

N.B. : à droite du résultat se trouve le nom de l'ultime adversaire.

### En double
| Année | Open d'Australie            | Open d'Australie           | Internationaux de France   | Internationaux de France | Wimbledon                  | Wimbledon             | US Open                       | US Open                     |
| ----- | --------------------------- | -------------------------- | -------------------------- | ------------------------ | -------------------------- | --------------------- | ----------------------------- | --------------------------- |
| 2014  | —                           | —                          | —                          | —                        | —                          | —                     | 1er tour (1/32) T. Gabashvili | M. Mmoh F. Tiafoe           |
| 2015  | —                           | —                          | 1er tour (1/32) João Souza | V. Pospisil Jack Sock    | 1er tour (1/32) João Souza | A. Begemann J. Knowle | 1er tour (1/32) G. Durán      | P.-H. Herbert Nicolas Mahut |
| 2016  | 1er tour (1/32) S. Giraldo  | A. Mannarino Lucas Pouille | —                          | —                        | —                          | —                     | 1/8 de finale N. Almagro      | C. Guccione André Sá        |
| 2017  | —                           | —                          | 1er tour (1/32) B. Tomic   | J. Knowle F. Mayer       | —                          | —                     | —                             | —                           |
| 2018  | 1er tour (1/32) F. Delbonis | O. Marach Mate Pavić       | —                          | —                        | —                          | —                     | —                             | —                           |

N.B. : le nom du partenaire se trouve sous le résultat ; le nom des ultimes adversaires se trouve à droite.

## Parcours dans lesMasters 1000
| Année | Indian Wells       | Miami                | Monte-Carlo       | Rome | Madrid | Canada | Cincinnati           | Shanghai             | Paris |
| ----- | ------------------ | -------------------- | ----------------- | ---- | ------ | ------ | -------------------- | -------------------- | ----- |
| 2008  | —                  | —                    | —                 | —    | —      | —      | 1er tour F. Verdasco | —                    | —     |
| 2015  | 1er tour M. Berrer | 1er tour Sam Querrey | 2e tour D. Ferrer | —    | —      | —      | —                    | 2e tour J.-W. Tsonga | —     |
| 2016  | 1er tour G. Müller | 1er tour Sam Groth   | —                 | —    | —      | —      | —                    | —                    | —     |
| 2017  | —                  | —                    | —                 | —    | —      | —      | —                    | —                    | —     |
| 2018  | 1er tour L. Mayer  | 1er tour S. Johnson  | —                 | —    | —      | —      | —                    | —                    | —     |

N.B. : sous le résultat se trouve le nom de l’ultime adversaire.

## Victoires sur le top 50
Toutes ses victoires sur des joueurs classés dans le top 50 de l'ATP lors de la rencontre.
| Légende      |
| Grand Chelem |
| Masters 1000 |
| 500 Series   |
| 250 Series   |

| #  | V.E.   | Tournoi     | Année | Surface      | Adversaire       | Rang  | Tour   | Score            |
| -- | ------ | ----------- | ----- | ------------ | ---------------- | ----- | ------ | ---------------- |
| 1  | no 95  | Queen's     | 2014  | Gazon        | Julien Benneteau | no 46 | 1/32   | 63-7, 6-3, 7-63  |
| 2  | no 92  | Bogota      | 2014  | Dur          | Richard Gasquet  | no 14 | 1/4    | 6-3, 6-4         |
| 3  | no 87  | Washington  | 2014  | Dur          | Feliciano López  | no 25 | 1/16   | 7-65, 6-4        |
| 4  | no 73  | Quito       | 2015  | Terre battue | Martin Kližan    | no 38 | 1/4    | 6-2, 6-2         |
| 5  | no 73  | Quito       | 2015  | Terre battue | Feliciano López  | no 14 | Finale | 6-2, 65-7, 7-65  |
| 6  | no 55  | Monte-Carlo | 2015  | Terre battue | Simone Bolelli   | no 49 | 1/32   | 6-4, 7-65        |
| 7  | no 53  | Barcelone   | 2015  | Terre battue | Dominic Thiem    | no 43 | 1/32   | 6-3, 7-63        |
| 8  | no 53  | Barcelone   | 2015  | Terre battue | Marin Čilić      | no 9  | 1/16   | 6-4, 6-4         |
| 9  | no 51  | Munich      | 2015  | Terre battue | Viktor Troicki   | no 33 | 1/16   | 7-64, 6-4        |
| 10 | no 66  | Shanghai    | 2015  | Dur          | Donald Young     | no 48 | 1/32   | 6-2, 4-6, 6-4    |
| 11 | no 58  | Quito       | 2016  | Terre battue | Thomaz Bellucci  | no 35 | Finale | 4-6, 7-65, 6-2   |
| 12 | no 156 | Quito       | 2017  | Terre battue | Ivo Karlović     | no 18 | 1/8    | 67-7, 7-65, 7-68 |
| 13 | no 156 | Quito       | 2017  | Terre battue | Paolo Lorenzi    | no 46 | Finale | 62-7, 7-5, 7-66  |

## Classements ATP en fin de saison
| Année          | 2000 | 2002 | 2003 | 2004 | 2006 | 2007 | 2008 | 2009 | 2010 | 2011 | 2012 | 2013 | 2014 | 2015 | 2016 | 2017 |
| Rang en simple | -    | 1049 | 1047 | 1447 | 567  | 394  | 239  | 263  | 219  | 177  | 256  | 143  | 78   | 56   | 102  | 83   |
| Rang en double | 1474 | -    | 1040 | 1752 | -    | 578  | 283  | 163  | 200  | 299  | 227  | 301  | 292  | 192  | 197  | 339  |

Source : (en) Classements de Víctor Estrella sur le site officiel de la Fédération internationale de tennis